# Torun Bülow-Hübe

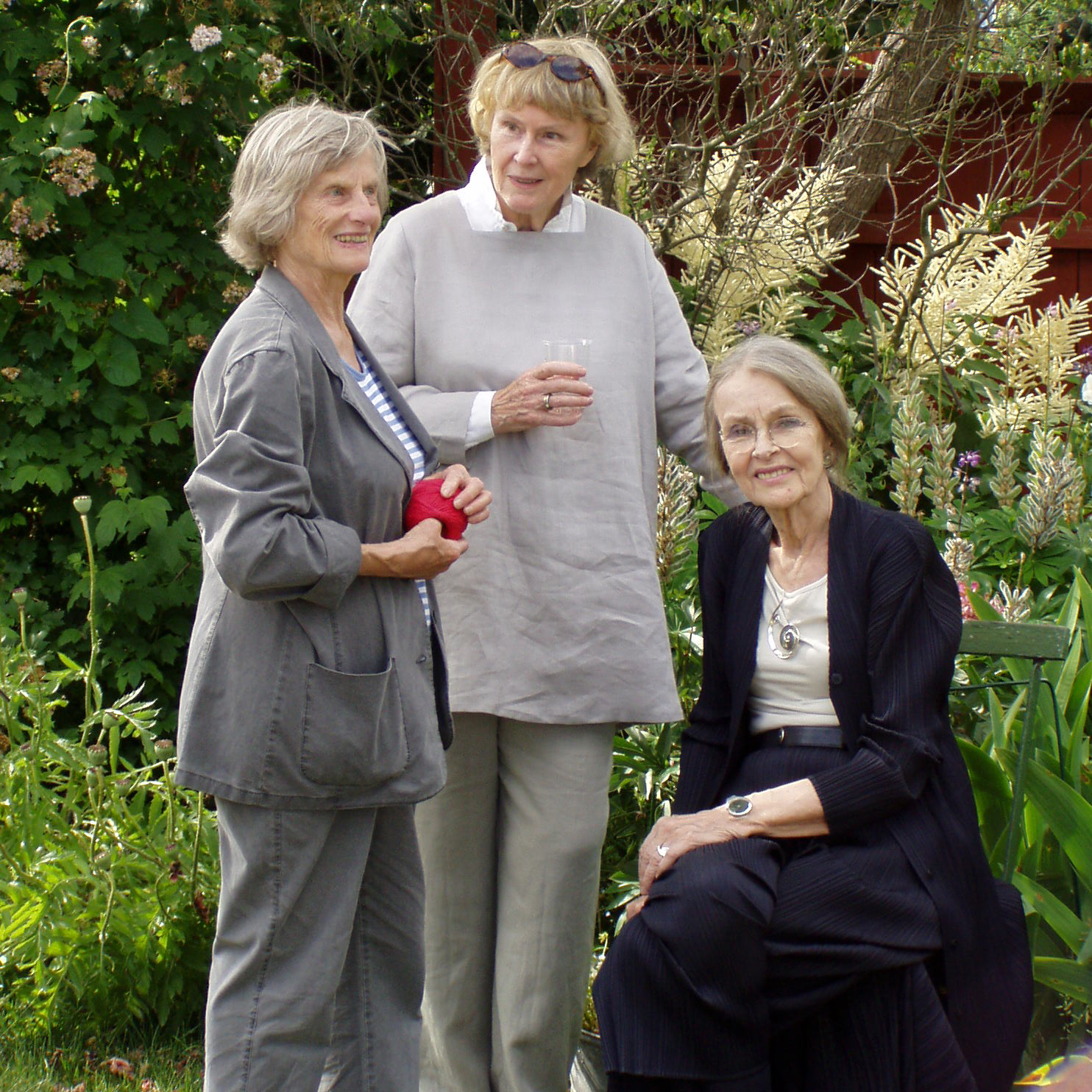
Formgivarna Ulla Kandell, Signe Persson-Melin och Bülow-Hübe.

Vivianna Torun Bülow-Hübe, ursprungligen Torun Bülow-Hübe, född 4 december 1927 i Malmö, död 3 juli 2004 i Köpenhamn, var en internationellt verksam svensk silversmed och konstnär. Hon blev efterkrigstidens mest kända skandinaviska smyckesdesigner och vann som första kvinna världsrykte som silversmed. Bland hennes viktigaste verk är klockan "Vivianna", armbandet "Mobius" och "Dew Drop", örhängen och halsband.

## Biografi
Torun Bülow-Hübe föddes i Malmö som dotter till stadsplanechefen Erik Bülow-Hübe och skulptören Runa Bülow-Hübe, född Knut-Ekwall. Som hon senare visade var hon kreativt begåvad och kombinerat med att hon växte upp i en miljö som var både konstnärlig och skapande, gjorde detta när hon som ung flicka besökte silversmeden Wiwen Nilssons ateljé i Lund att hon tog intryck av och blev imponerad av hans sätt att arbeta med metall. När hon senare, som 16-åring, fick besöka silversmeden Sigurd Persson, blev hon så påverkad av hans arbete att hon började bearbeta en bit plåt hemma i sin mors ateljé.
Efter att gått ut flickskolan i Malmö började hon 1945 på Konstfackskolan i Stockholm. Hon var då med barn och fick 1946 dottern Pia med dåvarande maken den danske journaliststudenten Rickard Öestermann. Så småningom öppnade hon en egen ateljé på Skeppargatan och blev den första kvinnliga silversmeden med egen verkstad. 1948 reste hon till Paris och Cannes där hon träffade en del av den tidens stora konstnärer som Picasso, Braque och Matisse. 
Som ensamstående mor och ung konstfackelev vid 1940-talets slut hade Bülow-Hübe inte ekonomiska förutsättningar att arbeta i ädelmetall. Istället tog hon rotting och virade mässingstråd runt till stela halskragar. Hon presenterade dem för Estrid Ericson som valde att sälja dem i sin butik Svenskt Tenn. Bülow-Hübes smycken av rotting, även kallade ”antistatussmycken” kan alltså ses som en startpunkt för nya förhållningssätt till andra material än ädla metaller, stenar och pärlor inom smyckekonsten. Bülow-Hübe ifrågasatte även kvinnans traditionella passivitet i relation till sina smycken. Ofta hade hon kommit att fungera som en skyltdocka, på vilkens kropp makens ekonomiska och sociala status visades upp. Nu, vid 1900-talets mitt, då alltfler kvinnor började yrkesarbeta, borde de själva välja smycken de tyckte om och verkligen ville bära. Bülow-Hübes smycken var formgivna direkt för en emanciperad kvinnlig kundkrets, en samhällsgrupp som efter andra världskriget fick ett ökat konsumtionsutrymme. Smyckena formgavs också för att framhäva kvinnokroppens skönhet – inte männens rikedom.
Hon gifte sig 1951 med den franske arkitekten Jean-Pierre Serbonnet och fick med honom sonen Claude. Hon började nu ställa ut sina smycken både i Stockholm och Paris och fick senare en permanent utställning på Galerie du Siècle på Boulevard Saint-Germain. Äktenskapet upplöstes 1956, och hon förlorade vårdnaden om sin son. Hon gifte emellertid om sig med Walter Coleman, en amerikansk målare, med vilken hon senare fick sonen Ira och dottern Marcia. 1956 lämnade hon och hennes make Sverige för gott och flyttade till Frankrike. En av anledningarna skall ha varit den öppna rasism hon mötte efter att hon gift sig med en svart amerikan.
Hon bodde först i Paris där hon träffade några av jazzens stora, bland andra Billie Holiday som bar hennes smycken under sina uppträdanden. Hon gjorde även smycken till Brigitte Bardot och Ingrid Bergman. 1958 flyttade hon till Biot i Côte d'Azur-regionen där hon etablerade en verkstad. Hon träffade här Picasso ännu en gång och fick en egen utställning på Picassomuseet i Antibes. 

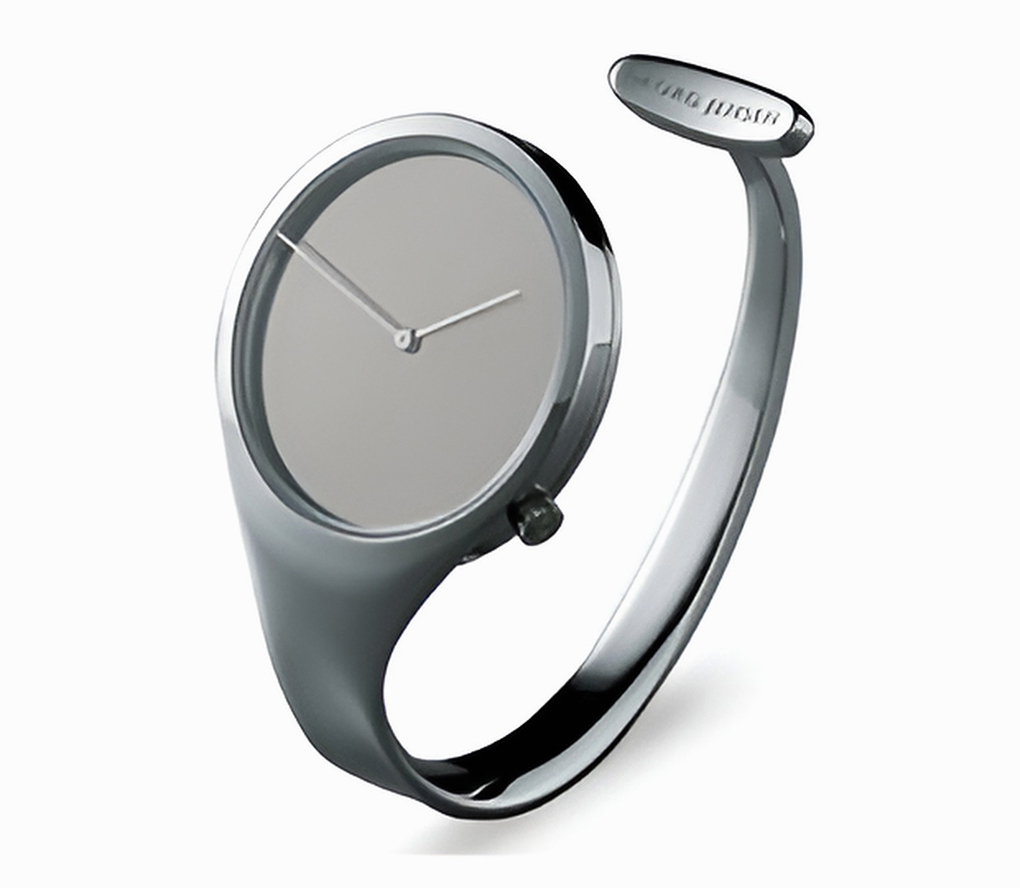
Armbandsuret Vivianna. Skapat av Torun Bülow-Hübe 1962.

Temat till en utställning i Musée des Arts Décoratifs i Louvren 1962 var att göra något som du inte tycker om. Torun Bülow-Hübe var inbjuden att delta och ställde upp med en klocka som inte liknade något annat. Den hade spegelblank urtavla utan siffror med bara en sekundvisare som enda visare, och armbandet som var en förlängning av boetten gick inte hela varvet runt utan bildade en öppning på utsidan av handleden. Detta var armbandsuret "Vivianna", som kom att bli hennes mest kända skapelse. 
När hon 1967 började arbeta för den internationellt kända Georg Jensen Silversmide i Köpenhamn, ett samarbete som skulle fortsätta till hennes död, började de producera och saluföra hennes klocka men bytte ut sekundvisaren mot tim- och minutvisare. 
När hennes man lämnade henne för en yngre kvinna i hennes tredje äktenskap, drabbades hon av en livskris som så småningom förde henne in i den andliga rörelsen Subud, vars grundare var indones. Detta i sin tur påverkade henne att 1968 bosätta sig i Wolfsburg och senare i den närliggande byn Wendhausen för att komma närmare rörelsen. Där satte hon upp sin verkstad och arbetade med andra konstnärer i en sammanslutning som kallades "Die Schwinge". Subud-engagemanget ledde också till att hon 1967 antog förnamnet Vivianna. 1978 flyttade hon till Jakarta i Indonesien, där hon engagerade sig i sociala projekt och arbetade i sin verkstad. Efter att ha blivit diagnostiserad med leukemi flyttade hon 2002 till Köpenhamn för att bo nära sin yngsta dotter och för att få den vård hon behövde. Hon avled två år senare.
Torun Bülow-Hübe är representerad på flera stora museer i hela världen bland annat Nationalmuseum i Stockholm. 17 juli 1999 var hon sommarvärd i radion. Hon har även gett namn åt ett av Skånetrafikens Pågatåg.
Hon är gravsatt på Blåviks kyrkogård i Östergötland.

## Utmärkelser
- 1954 — Silvermedalj vid den tionde "Triennale di Milano"
- 1960 — Guldmedalj vid den tolfte "Triennale di Milano"
- 1960 — Lunningpriset
- 1965 — Svenska statens stora arbetsstipendium
- 1983 — "Hederssmed" i föreningen för Nutida svenskt silver
- 1992 — Prins Eugen-medaljen
- 1996 — Hedersmedborgare i Biot, Frankrike
- 1998 — Design Plus Award, Frankfurt am Main

### Fotnoter
1. ↑  Fashion Model Directory - Vivianna Torun Bülow-Hübe
2. ↑  Ann Westin, Torun. Samtal med Vivianna Torun Bülow-Hübe (Stockholm 1993), s 86-87. länk till titeln i Libris Anne-Marie Eriksson, Svensk smyckekonst. Från jugend till postmodernism (Västerås 1990), 51. länk till titeln i Libris
3. ↑  ”Vivianna Bülow-Hübes silverutställning drog över 3000 besökare”. Arkiverad från originalet den 24 maj 2012. https://archive.is/20120524221237/http://www.frinnaryd.com/notiser/Vivianna%20Bulow%20Hube%2005.htm. Läst 23 juni 2010.
4. ↑  Torun - en passion i silver.
5. ↑  SVT Play - Nyfiken på Torun Bülow Hübe
6. ↑  Nationalmuseum